# Helen Leach
Helen Leach ONZM (nacida Keedwell; Wellington, 3 de julio de 1945) es una académica neozelandesa especializada en antropología alimentaria. Es actualmente una profesora emérita en la Universidad de Otago.

## Familia y vida
Helen nacida mayo Keedwell en Wellington el 3 de julio de 1945, Leach es la hija de Peggy y Harvey Keedwell. Su hermana mayor, Nancy Tichborne, es un artista de acuarela de nombre.
Después de mudarse  con su familia a Dunedin en los año 1950s, Lixivia estuvo educada en Otago Chicas' Instituto. Se fue a   estudiar a la Universidad de Otago, en donde se gradúa Maestra de Artes.

## Carrera
Fue parte de personal de  Otago en 1972, y le otorgaron una cátedra en antropología en 2002. Originalmente entrenado en arqueología, complete un PhD en 1976 en Otago, con una tesis titulada Horticultura en la prehistoria de Nueva Zelanda  : una investigación de la función de las paredes de piedra de Palliser Bahía.
Leach ha estudiado la comida, comiendo, cocinando , parafernalia y equipamiento asociados en Nueva Zelanda. Su gama de intereses de horticultura prehistórica y la evolución de dieta humana a la historia de cocinar, los orígenes de recetas así como el desarrollo de cocinas y baterías de cocina en el vigésimo siglo. Su colección extensa de libros de cocina, especialmente recetarios comunitarios, ha proporcionado un recurso significativo para colegas' investigaciones que compensados para la incompletud de aquel de la Biblioteca Nacional de Nueva Zelanda. La recensión Lixivia es libro más reciente Cocinas, Barbara Santich observó que "Nuevo Zealanders es de hecho afortunado de tener Helen Lixivia tan guía, guardián y seguro-keeper de su pasado gastronómico", notando también que el trabajo estuvo ilustrado con imágenes de su propia  colección personal .
Al retirarse de la Universidad de Otago en 2008, le conceden el título de emeritus profesor.

## Honores
Leach fue  elegida  Socia de la Sociedad Real de Nueva Zelanda en 2004. En los honores de Cumpleaños de 2018  fue nombrada una Agente del Orden de Nueva Zelanda de Mérito, para servicios a antropología culinaria.